# Emmit Gooden
Emmit Dewayne Gooden (Brownsville, 2 febbraio 1997) è un ex giocatore di football americano statunitense, che ha giocato come defensive lineman.
Dopo aver giocato per 3 diverse squadre universitarie è passato ai finlandesi Seinäjoki Crocodiles, per trasferirsi successivamente ai Reyes de Jalisco.
È fratello di Jarvis e Jordon Varnado, giocatori professionisti di pallacanestro.